# Steve Stricker
Steven Charles Stricker (* 23. Februar 1967 in Edgerton, Wisconsin) ist ein US-amerikanischer Profigolfer der PGA Tour. Im Februar 2010 erreichte er vorübergehend den zweiten Platz in der Golfweltrangliste.

## Werdegang
Nach seinem Abschluss auf der University of Illinois wurde er im Jahr 1990 Berufsgolfer. Sein erfolgreichstes Jahr auf der PGA Tour war zunächst 1996, als Stricker sich zwei Titel holte, sieben Top-10-Platzierungen, und am Saisonende den vierten Platz in der Money List einnahm. Der bislang wertvollste Sieg gelang ihm 2001 bei den WGC-Accenture Match Play Championship, als er im Finale den Schweden Pierre Fulke knapp schlug und ein Preisgeld von 1 Mio. $ einstreifen konnte. In der Saison 2007 gelang Stricker mit Platz 2 seine bislang beste Platzierung in der Geldrangliste der PGA Tour, 2009 verbuchte er drei Siege und Rang 3 in der Abschlusswertung des FedEx Cup, sowie mit über 6 Mio. $ Preisgeld seine finanziell erfolgreichste Spielzeit.
Einen Major Sieg verpasste er 1998 bei der PGA Championship als Zweiter um zwei Schläge gegen Vijay Singh. Bei den US Open kam bisher Stricker sechsmal unter die besten 20, davon einen 5. Platz im Jahr 1999.
Für die USA gewann er 1996 zusammen mit Phil Mickelson und Mark O’Meara den Dunhill Cup und stand im selben Jahr, sowie auch 2007, 2009 und 2013 in der erfolgreichen Presidents Cup Mannschaft. 2008 spielte er erstmals im Ryder Cup Team der USA, welches den ersten Pokalgewinn seit 1999 verbuchen konnte.
Ein Novum erreichte Stricker am 10. Juli 2011, als er das John Deere Classic, ein Turnier der PGA Tour, in Silvis, Illinois, USA zum dritten Mal in Folge seit 2009 gewinnen konnte.
Stricker ist mit seiner Frau Nicki verheiratet, hat ein Kind und seinen Wohnsitz in Madison, Wisconsin. Nicki war bis zur Geburt ihrer Tochter als Caddie von Steve unterwegs.

## Das Spiel
Stricker ist nicht für seine Länge, jedoch für sein Präzision bekannt. Eine Besonderheit in seinem Schwung ist, dass er sein Handgelenk beim Rückschwung kaum abknickt, den Schläger also mehr oder weniger auf einer Linie mit seinen Armen hält.

## PGA Tour Siege (12)
- 1996 Kemper Open, Motorola Western Open
- 2001 WGC-Accenture Match Play Championship
- 2007 The Barclays
- 2009 Crowne Plaza Invitational at Colonial, John Deere Classic, Deutsche Bank Championship
- 2010 Northern Trust Open, John Deere Classic
- 2011 Memorial Tournament, John Deere Classic
- 2012 Hyundai Tournament of Champions

## PGA Tour Champions Siege (4)
- 2018 Cologuard Classic, Rapiscan Systems Classic, Sanford International
- 2019 Regions Tradition

Senior Major ist fett gedruckt.

## Andere Turniersiege (11)
- 1987 Wisconsin State Open (als Amateur)
- 1990 Victoria Open (Kanada), Wisconsin State Open
- 1991 Wisconsin State Open
- 1993 Canadian PGA Championship
- 1998 Wisconsin State Open
- 2000 Wisconsin State Open
- 2009 The Shark Shootout (mit Jerry Kelly)
- 2013 CVS Caremark Charity Classic (mit Bo Van Pelt)
- 2014 CVS Caremark Charity Classic (mit Bo Van Pelt)
- 2017 QBE Shootout (mit Sean O’Hair)

## Resultate in Major Championships
| Turnier               | 1993 | 1994 | 1995 | 1996 | 1997 | 1998 | 1999 | 2000 | 2001 | 2002 | 2003 | 2004 | 2005 | !2006 | 2007 |
| --------------------- | ---- | ---- | ---- | ---- | ---- | ---- | ---- | ---- | ---- | ---- | ---- | ---- | ---- | ----- | ---- |
| The Masters           | DNP  | DNP  | DNP  | CUT  | CUT  | DNP  | T38  | T19  | T10  | CUT  | DNP  | DNP  | DNP  | DNP   | CUT  |
| U.S. Open             | 83   | DNP  | T13  | T60  | T36  | T5   | 5    | T27  | CUT  | T16  | DNP  | CUT  | DNP  | T6    | T13  |
| The Open Championship | DNP  | DNP  | DNP  | T22  | T62  | T52  | CUT  | CUT  | T42  | T59  | DNP  | DNP  | DNP  | DNP   | T8   |
| PGA Championship      | DNP  | DNP  | T23  | T26  | CUT  | 2    | CUT  | CUT  | T66  | CUT  | DNP  | DNP  | DNP  | T7    | T23  |

| Turnier               | 2008 | 2009 | 2010 | 2011 | 2012 | 2013 | 2014 | 2015 | 2016 | 2017 | 2018 | 2019 |
| --------------------- | ---- | ---- | ---- | ---- | ---- | ---- | ---- | ---- | ---- | ---- | ---- | ---- |
| The Masters           | CUT  | T6   | T58  | T19  | T15  | T8   | T21  | T28  | DNP  | T16  | DNP  | DNP  |
| U.S. Open             | T29  | T23  | T58  | T19  | T15  | T8   | T21  | DNP  | DNP  | T16  | T20  |      |
| The Open Championship | T7   | T52  | T55  | T12  | T23  | DNP  | DNP  | DNP  | 4    | T37  | DNP  |      |
| PGA Championship      | T39  | CUT  | T18  | T12  | T7   | T12  | T7   | T30  | T42  | T54  | DNP  | CUT  |

DNP = nicht teilgenommen

CUT = Cut verpasst

„T“ = geteilte Platzierung

Gelber Hintergrund for Top-10-Platzierung.

## Teilnahmen an Teambewerben
- Alfred Dunhill Cup (für USA): 1996 (Sieger)
- Presidents Cup (für USA): 1996 (Sieger), 2007 (Sieger), 2009 (Sieger), 2011 (Sieger), 2013 (Sieger)
- Ryder Cup (für USA): 2008 (Sieger), 2010, 2012